# Mantidactylus zolitschka
Mantidactylus zolitschka är en groddjursart som beskrevs av Frank Glaw och Miguel Vences 2004. Mantidactylus zolitschka ingår i släktet Mantidactylus och familjen Mantellidae. IUCN kategoriserar arten globalt som otillräckligt studerad. Inga underarter finns listade i Catalogue of Life.